# تماوا

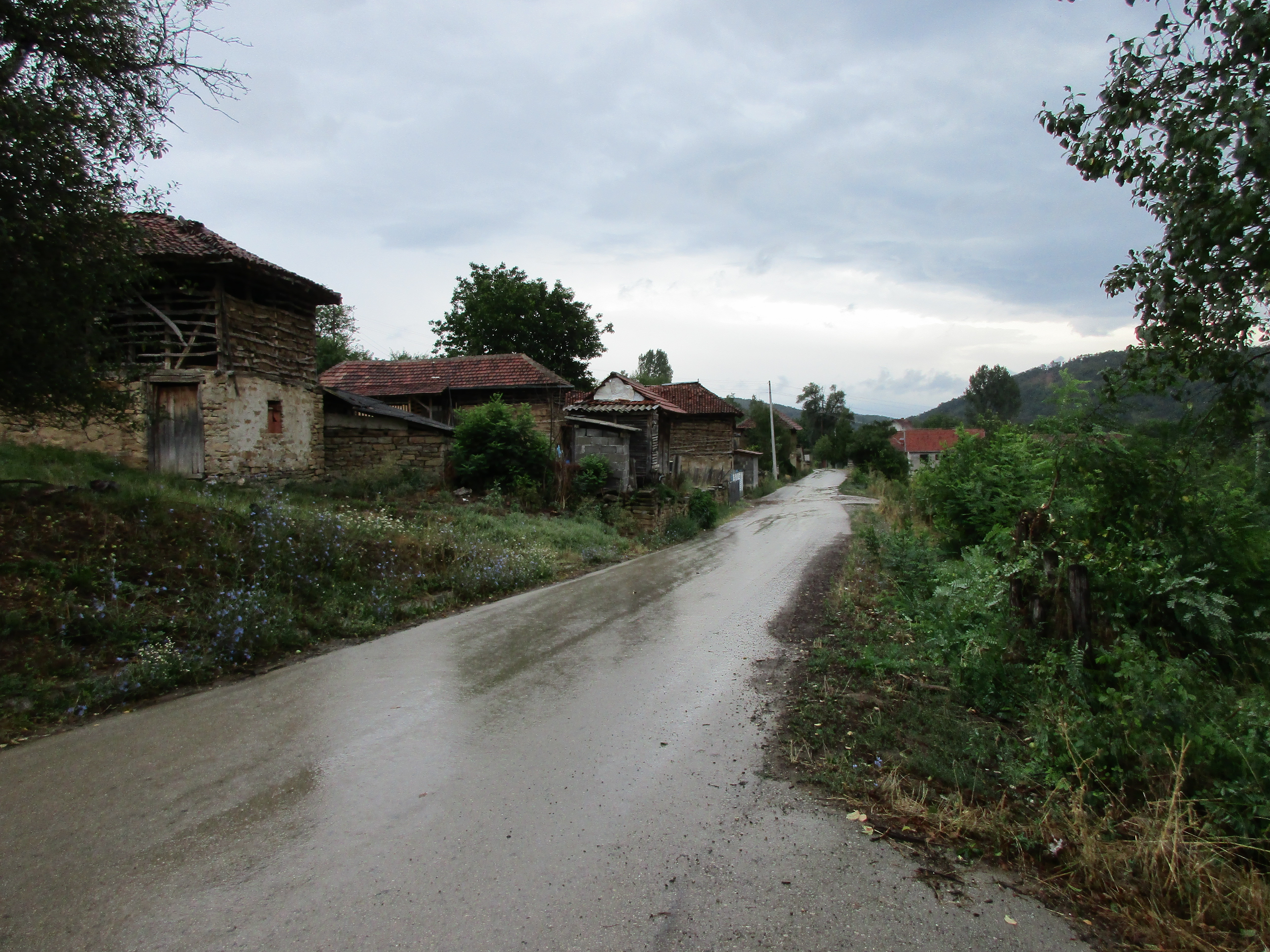
نمایی از «تماوا» یک منطقهٔ مسکونی در صربستان

تماوا (به صربی: Tmava) یک منطقهٔ مسکونی در صربستان است که در کورشوملیا واقع شده‌است. تماوا ۱۹۹ نفر جمعیت دارد.